# Březí (Žďár nad Sázavou-i járás)
Březí település Csehországban, a Žďár nad Sázavou-i járásban. Březí Vlkov, Borovník, Skřinářov, Milešín, Níhov, Březské, Osová Bítýška és Rozseč településekkel határos. Lakosainak száma 192 fő (2024. január 1.).

## Népesség
A település lakosságának változását az alábbi diagram mutatja:
| Lakosok száma | 475  | 422  | 432  | 315  | 260  | 176  | 178  | 174  | 180  | 192  |
|               | 1869 | 1890 | 1921 | 1950 | 1980 | 2001 | 2017 | 2019 | 2022 | 2024 |